# جان آلووی
جان آلووی (انگلیسی: John Alroy؛ زادهٔ ۱۹۶۶) دانشمند در زمینه دیرینه‌شناسی و Paleobiology اهل ایالات متحده آمریکا است.